# Франческо Толдо
Франческо Толдо (на италиански: Francesco Toldo) е бивш италиански футболист, вратар.

## Клубна кариера
Толдо започва да тренира в школата на Милан, но няма записан нито един официален мач за италианския гранд. Той е предостъпван на по-малки кубове като Тренто и Равена от 1991 г. до 1993 г. След това Франческо се премества във Фиорентина, където изгрява неговата звезда, като в продължение на осем сезона той е първи избор за вратарския пост на „Виолата“. С „виолетовите“ от Флоренция Толдо печели две купи на Италия и играе в Шампионската лига. Вратарят се мести в Интер през 2001 г., само една година преди Фиорентина да изпадне в банкрут. В отбора от Милано Толдо е титуляр до лятото на 2005 г., когато в отбора е привлечен бразилеца Жулио Сезар. Този трансфер заедно с решението на родения в Падуа вратар да изпусне лятното турне на Интер в Англия означават дълго застояване на Франческо на резервната скамейка. Но силния на характер на Толдо му помагат в тази ситуация, като той си възвръща титулярното място в отбора през февруари 2006 г., като също така подписва удължение на контракта си с „нерадзурите“ до лятото на 2009 г. Въпреки това, Жулио Сезар става неизменен титуляр на вратата на Интер. През 2010 слага край на кариерата си.

## Национален отбор
До декември 2007 г. Толдо има 28 участия с екипа на „скуадрата“. Въпреки конкуренцията на реномирани вратари като Джанлуиджи Буфон, Джанлука Палиука и Анджело Перуци, Толдо е избран за титулярен вратар на Евро 2000 в Белгия и Холандия, след като Буфон си чупи ръката само осем дни преди старта на турнира в приятелски мач срещу Норвегия. франческо помага на отбора си да стигне до финала, където въпреки гола на Делвекио Италия губи от световния шампиомн Франция с 1:2. Преди това на полуфинала Толдо прави чудеса от храброст срещу отбора на съдомакините от Холандия, като спасява една дузпа в редовното време и две по време на изпълнението на единадесет метрови удари след продължението за определяне на финалиста. Въпреки това, Толдо не може да направи нищо, за да предотврати гола на Силвен Вилтор 40 сек. преди края на редовното време във финалния мач. По това време „адзурите“ водят с 1:0. Всички надежди на футболистите от „Ботуша“ се изпарячат след „златния“ гол на Давид Трезеге за Франция в продължението.
По време на Евро 1996 и Евро 2004 и на Светвните първенства през 1998 и 2002 г. Толдо е включен в съставите на Италия, но остава неизползвана резерва, въпреки че е един от най-добрите вратари в света по това време.

## Лични трофеи
- Най-добър вратар в Серия А за 2000 г.

Фиорентина
- Купа на Италия: 1995/96, 2000/01
- Суперкупа на Италия: 1996

Интер
- Уефа Шампионска лига: 2009/10
- Серия А: 2005/06, 2006/07, 2007/08, 2008/09, 2009/10
- Купа на Италия: 2004/05, 2005/06, 2009/10
- Суперкупа на Италия: 2005, 2006, 2008